# Szerb labdarúgó-bajnokság (első osztály)
A szerb labdarúgó-bajnokság első osztálya (szerbül: Super Liga Srbije [Супер Лига Србије], szponzorált nevén: Ling Long Tire Szuper Liga) a legmagasabb szintű, évenként megrendezésre kerülő labdarúgó-bajnokság Szerbiában. A szerb labdarúgócsapatok 1923 és 2004 között a jugoszláv bajnokságban szerepeltek, melyet 2004 és 2006 között a Szerbia és Montenegró-i labdarúgó-bajnokság váltott fel. Szerbia és Montenegró 2006-os szétválását követően szerbiai csapatok részvételével rendezik.

## A bajnokság rendszere
A bajnokság hagyományos őszi–tavaszi rendszerű, a bajnoki mérkőzéseket körmérkőzéses, oda-visszavágós rendszerben játsszák. Minden csapat minden csapattal kétszer mérkőzik meg: egyszer hazai pályán, egyszer vendégként. A bajnokságban jelenleg rendhagyó módon 20 csapat vesz részt, az utolsó öt helyezett a szerb másodosztályba esik ki.

## Története
Az első jugoszláv élvonalbeli pontvadászatot 1923-ban rendezték. Jugoszlávia 1992-es felbomlását követően önálló bosznia-hercegovinai, horvát, macedón és szlovén labdarúgó-bajnokságok alakultak, a jugoszláv labdarúgó-bajnokságot 2004-ig szerbiai és montenegrói csapatok alkották.
2004-ben a Jugoszláv Szövetségi Köztársaság Szerbia és Montenegróra váltotta hivatalos nevét, a bajnokságok Szerbia és Montenegró-i labdarúgó-bajnokság néven folytatódtak. 2006-ban Montenegró kikiáltotta függetlenségét, amely utat nyitott egy új, önálló szerb labdarúgó-bajnokság megszervezésére.
Az első szerb élvonalbeli pontvadászatot 12 csapat részvételével rendezték. Az alapszakaszban a csapatok oda-visszavágós, körmérkőzéses rendszerben mérkőztek meg egymással, majd az első 6 helyen végzett csapat a felsőházi, míg a 7–12. helyen végzett csapatok az alsóházi rájátszásban folytatták.
A 2007/2008-as szezonban megszüntették a rájátszást, a 12 csapat három fordulós, körmérkőzéses rendszerben döntött a bajnoki címről.
A 2009/2010-es szezonban 16 csapatosra duzzasztották az élvonal létszámát.
A 2020/2021-es évtől újabb 4 csapattal bővítették a mezőnyt, így már 20 csapatos lett az első osztályú bajnokság,de ez csak egy szezonon keresztül volt így és a 2021/2022-es mezőnyt ismét 16 csapatosra alakították vissza.

## Eddigi dobogósok és gólkirályok

### Szerbiai labdarúgó-bajnokság
| Szezon    | Bajnok (bajnoki címek száma) | Ezüstérmes    | Bronzérmes    | Gólkirály |
| --------- | ---------------------------- | ------------- | ------------- | --- |
| 2006–2007 | Crvena zvezda                | Partizan      | Vojvodina     | Srđan Baljak (Banat Zrenjanin, 18 gól)                                                                                             |
| 2007–2008 | Partizan                     | Crvena zvezda | Vojvodina     | Nenad Jestrović (Crvena zvezda, 13 gól)                                                                                            |
| 2008–2009 | Partizan (2)                 | Vojvodina     | Crvena zvezda | Lamine Diarra (Partizan, 19 gól)                                                                                                   |
| 2009–2010 | Partizan (3)                 | Crvena zvezda | OFK Beograd   | Dragan Mrđa (Vojvodina, 22 gól) |
| 2010–2011 | Partizan (4)                 | Crvena zvezda | Vojvodina     | Ivica Iliev (Partizan, 13 gól) Andrija Kaluđerović (Crvena zvezda, 13 gól)                                                         |
| 2011–2012 | Partizan (5)                 | Crvena zvezda | Vojvodina     | Darko Spalević (Radnički 1923, 19 gól)                                                                                             |
| 2012–2013 | Partizan (6)                 | Crvena zvezda | Vojvodina     | Miloš Stojanović (Jagodina, 19 gól)                                                                                                |
| 2013–2014 | Crvena zvezda (2)            | Partizan      | Jagodina      | Dragan Mrđa (Crvena zvezda, 19 gól)                                                                                                |
| 2014–2015 | Partizan (7)                 | Red Star      | Čukarički     | Patrick Friday Eze (Mladost Lučani, 15 gól)                                                                                        |
| 2015–2016 | FK Crvena zvezda (3)         | Partizan      | Čukarički     | Aleksandar Katai (Crvena Zvezda, 21 gól)                                                                                           |
| 2016–2017 | Partizan (8)                 | Crvena zvezda | Vojvodina     | Uroš Đurđević (Partizan, 24 gól) Leonardo (Partizan, 24 gól)                                                                       |
| 2017–2018 | Crvena zvezda (4)            | Partizan      | Radnički Niš  | Aleksandar Pešić (Crvena Zvezda, 25 gól)                                                                                           |
| 2018–2019 | Crvena zvezda (5)            | Radnički Niš  | Partizan      | Nermin Haskić (Radnički Niš, 24 gól)                                                                                               |
| 2019–2020 | Crvena zvezda (6)            | Partizan      | Vojvodina     | Nenad Lukić (FK TSC Bačka Topola), 16 gól Vladimir Silađi(FK TSC Bačka Topola), 16 gól Nikola Petković (FK Javor Ivanjica), 16 gól |
| 2020–2021 | Crvena zvezda (7)            | Partizan      | Čukarički     | Milan Makarić, 25 gól |
| 2021–2022 | Crvena zvezda (8)            | Partizan      | Čukarički     | Ricardo Gomes, 29 gól |
| 2022–2023 |                              |               |               | |

| Csapat        | Bajnok | Bajnoki címek                                  |
| ------------- | ------ | ---------------------------------------------- |
| Partizan      | 8      | 2008, 2009, 2010, 2011, 2012, 2013, 2015, 2017 |
| Crvena zvezda | 8      | 2007, 2014, 2016, 2018, 2019, 2020, 2021, 2022 |

## A bajnokság aktuális helyezése az UEFA-rangsorban
A bajnokság helyezése 2020-ban, a november 5-i adatok szerint az UEFA rangsorában. (Dőlt betűvel az előző szezonbeli helyezés, zárójelben az UEFA-együttható).
- 14.  (13.)  Dánia (27.375)
- 15.  (16.)  Ciprus (27.250)
- 16.  (19.)  Szerbia (25.250)
- 17.  (18.)  Görögország (25.000)
- 18.  (17.)  Svájc (24.225)

## Lásd még
- Szerbia és Montenegró-i labdarúgó-bajnokság (első osztály)
- Jugoszláv labdarúgó-bajnokság (első osztály)

## Külső hivatkozások
- A Jelen Szuper Liga hivatalos oldala (szerbül)
- A szerb élvonal az uefa.com-on (angolul)